# Marco Ureña
Marcos Danilo Ureña Porras (Acosta, San José, Costa Rica, 5 de marzo de 1990) es un futbolista costarricense que juega como delantero en el Club Sport Cartaginés  de la Primera División de Costa Rica

## Trayectoria
Marco Ureña creció en Palmichal de Acosta. Se formó inicialmente como portero, luego entró al Liceo Tabarcia de Mora y varió su posición a delantero. Sin descuidar sus calificaciones estuvo en la escuela de fútbol VIBA en Ciudad Colón, pasó por el proyecto AC Peruggia, después a la selección Sub-15 y finalmente recaló en liga menor de Alajuelense, equipo al que fue llevado por su tío.

### L. D. Alajuelense
El futbolista debutó en el primer equipo liguista el 21 de febrero de 2007, en el partido que enfrentó a Pérez Zeledón por el Torneo de Clausura. Ureña apareció como titular del entrenador Álvaro Solano, salió de cambio por Yosimar Arias al minuto 59' y el marcador terminó empatado sin goles.
El 9 de abril de 2008, Marco convirtió su primer gol sobre Carmelita, al minuto 42 en la victoria por 2-0. El 1 de junio se quedó con el segundo lugar del Campeonato de Verano tras perder la final contra el Deportivo Saprissa.
El 20 de diciembre de 2008, consiguió nuevamente el subcampeonato del Invierno ante el cuadro morado. Ureña salió expulsado en el duelo de ida.
El 19 de diciembre de 2010, pudo conquistar el título del Campeonato de Invierno tras vencer en penales al Herediano.

### F. C. Kuban Krasnodar

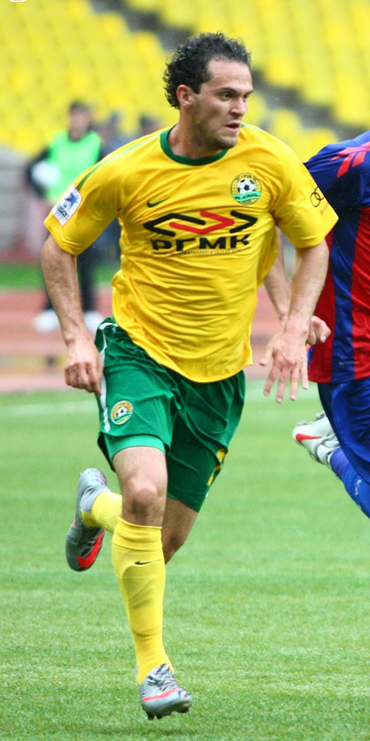
Marco como jugador del Kuban Krasnodar en 2012.

El 1 de febrero de 2011, Ureña dejaría Alajuelense para firmar en un club de Rusia sin revelar. En las primeras negociaciones prefirió no aceptar la oferta ya que le habían cambiado las condiciones del contrato. Finalmente, el 3 de marzo alcanzó un acuerdo y se oficializó su llegada al Kuban Krasnodar. Su debut en la Liga Premier se dio el 9 de abril ante el Dinamo Moscú en la Arena Jimki. Marco entró de cambio al minuto 62' por Sergei Davydov en la derrota por 1-0. En su primera temporada obtuvo veinte apariciones sin concretar goles.

### F. C. Midtjylland
El 29 de agosto de 2014, el club danés Midtjylland hizo oficial la incorporación de Ureña en condición de préstamo por cuatro meses con opción de compra. Al delantero le asignaron la dorsal «11». Se estrenó en la Superliga el 12 de septiembre contra el Odense, donde ingresó de relevo al minuto 62' y generó una falta de penal que terminó en el gol de la victoria 3-2. Anotó su primer gol de la campaña el 25 de octubre para el empate 1-1 frente al SønderjyskE. El 21 de mayo de 2015 se aseguró el cetro de liga a falta de tres fechas de su conclusión. En la temporada contabilizó veintiún apariciones y concretó tres tantos.
Empezó su segunda campaña el 14 de julio de 2015, como titular por 56 minutos en la ida de la segunda ronda previa a la Liga de Campeones de la UEFA contra el Lincoln Red Imps de Gibraltar. El 4 de agosto se dio la eliminación de su conjunto tras perder la serie frente al APOEL de Chipre por gol visitante. El 23 de agosto debutó en su primer juego de la Superliga en la igualdad 1-1 ante el Esbjerg. Ureña puso la asistencia en el gol de Paul Onuachu. Su equipo accedió a la fase de grupos de la Liga Europa luego de derrotar al Southampton de Inglaterra. Logró anotar en la temporada el 4 de octubre frente al Aarhus. El 25 de febrero de 2016, su escuadra quedó eliminada del certamen europeo contra el Manchester United. Para esta temporada, el delantero tuvo poca participación en todas las competencias oficiales, sumando un total de dieciséis presentaciones y dos goles marcados.

### Brøndby I. F.
El 21 de julio de 2016, Ureña alcanzó un acuerdo para ser traspasado al Brøndby. El jugador fue parte de un canje entre los dos equipos equipos a cambio de Jonas Borring. Debutó en la Superliga el 31 de julio en el empate a dos goles frente al Horsens, jugando por treinta minutos. En la primera mitad de la temporada alcanzó trece presencias.

### San Jose Earthquakes
El 27 de enero de 2017, se convirtió en nuevo jugador del San Jose Earthquakes de Estados Unidos. El 5 de marzo se estrenó en la Major League Soccer como titular en la victoria 1-0 sobre el Montreal Impact. Marcó su primer gol el 1 de abril contra el New York City. El 10 de junio recibió la suspensión de un partido por una agresión al portero Jake Gleeson. En su juego de regreso del 25 de junio pudo convertir un tanto en la victoria 2-1 sobre el Real Salt Lake. En la campaña alcanzó la regularidad de veintiséis encuentros disputados y logró cinco goles. El 10 de diciembre fue incluido en la lista de seleccionables por el draft.

### Los Angeles F. C.
El 12 de diciembre de 2017, Ureña fue escogido por Los Angeles para formar parte del primer plantel del nuevo equipo en la liga. El 4 de marzo de 2018 fue su inicio en la Major League Soccer, donde apareció en la alineación titular y salió de cambio al minuto 80' por Tristan Blackmon. Su equipo ganó el primer juego 0-1 sobre el Seattle Sounders. Su único gol se dio el 16 de septiembre contra el New England Revolution. Tras un rendimiento de dieciocho partidos jugados, al final de la temporada fue colocado en el draft.

### Chicago Fire
El 12 de diciembre de 2018, el delantero cambió nuevamente de equipo y fue elegido por el Chicago Fire tras el draft. Sin aún disputar la competencia oficial, Ureña decidió quedarse en su país por situaciones familiares.

### L. D. Alajuelense
El 21 de enero de 2019, se hace oficial el regreso del futbolista a Alajuelense. Jugó su primer compromiso el 3 de febrero por la séptima fecha del Torneo de Clausura, donde relevó a Jonathan Moya al minuto 65' y el marcador terminó en derrota 1-2 contra Pérez Zeledón. En la competencia solamente alcanzó nueve participaciones.
Arrancó su segunda temporada el 21 de julio de 2019, con empate 1-1 frente a Guadalupe por la primera jornada del Torneo de Apertura. Ureña reemplazó a Allen Guevara al minuto 68'. El 4 de agosto convirtió su primer gol de la campaña sobre el Pérez Zeledón. El 1 de septiembre anotó un tanto en la goleada 0-4 de visita ante Cartaginés. Ureña posteriormente alcanzaría una racha de cuatro partidos consecutivos anotando, en los triunfos contra Saprissa (2-5), Grecia (1-0), La U (0-3) y Santos (0-2). Finalizó la etapa regular de la competición marcándole a Jicaral. El 30 de noviembre se destapó con un doblete en la semifinal de vuelta frente a San Carlos. El 21 de diciembre se conformó con el subcampeonato tras la pérdida de la gran final en penales contra Herediano.
Empezó el Torneo de Clausura 2020 con la victoria 4-1 ante Limón. Marco hizo sus primeros dos goles de la competencia sobre La U Universitarios en el Estadio Carlos Alvarado, para que su equipo remontara el partido y se diera el gane por 1-2. El 12 de febrero volvió a concretar un tanto para que su conjunto diera vuelta el resultado adverso que tenía ante Guadalupe. El 22 de febrero salió expulsado en el compromiso contra Jicaral, tras protestar con el árbitro. El delantero fue castigado con cuatro partidos de suspensión y debió abonar una multa de ciento setenta y cinco mil colones. El 2 de marzo la dirigencia decidió rebajarle el salario a la mitad debido a un video que circuló estando en aparente estado de ebriedad. El 10 de marzo dejó de formar parte del equipo luego de aceptar una oferta por un club asiático, el cual no fue revelado.

### Gwangju F. C.
El 17 de marzo de 2020, Ureña fue confirmado como nuevo refuerzo del Gwangju de Corea del Sur. El 24 de marzo se dio su presentación en el club. Hizo su debut el 9 de mayo en la derrota de local por 0-2 ante el Seongnam, juego en el que fue titular por 59 minutos. Concluyó la temporada con ocho apariciones en liga y no marcó goles. El 10 de noviembre se anunció su salida del equipo debido a la finalización de su contrato.

### Central Coast Mariners F. C.
El 22 de diciembre de 2020, se oficializa su llegada al Central Coast Mariners de Australia. Debutó en la A-League el 19 de enero de 2021, jugando los últimos seis minutos de la derrota 0-1 frente al Western Sydney. Terminó la temporada con veintidós compromisos disputados y convirtió cinco goles.

### C.S Cartaginés
El 20 de julio de 2022 se anunció el fichaje al C.S Cartaginés por un período de tres años.

## Selección nacional

### Categorías inferiores
El 22 de septiembre de 2006, Marco se integró al grupo de veintidós futbolistas del técnico Manuel Gerardo Ureña de la Selección Sub-17 de Costa Rica. El 11 de octubre fue ratificado en la lista definitiva que viajó a El Salvador para disputar la eliminatoria centroamericana al Torneo de Concacaf. El 14 de octubre fue su debut en el Estadio Cuscatlán ante el combinado de Guatemala, siendo titular en la totalidad de los minutos en la victoria por goleada 5-0. Dos días después repitió su rol como titular, pero salió de cambio al minuto 56' por Bruno Castro en la derrota frente a Panamá (0-1). Su selección se recuperó del resultado adverso y venció por 5-1 a Nicaragua, encuentro en el que Ureña hizo dos anotaciones. El 22 de octubre ingresó de cambio al minuto 64' por Jorge Alejandro Castro en el triunfo 0-2 contra el anfitrión El Salvador, de esta manera clasificándose a la competición continental.
El 14 de abril de 2007, el delantero fue convocado por Ureña en la lista previa de veintidós jugadores. El 24 de abril se quedó con un lugar en la nómina oficial para participar en el Torneo Sub-17 de la Concacaf. El 28 de abril se desarrolló la primera fecha en el Estadio Nacional de Kingston contra Trinidad y Tobago. Ureña entró de cambio al comienzo del segundo tiempo por Josué Martínez y recibió una falta de penal que posteriormente fue convertido en gol por Diego Brenes, que sentenció la victoria por 2-0. Luego tuvo participación en dos juegos como titular ante Canadá (0-0) y Jamaica (0-1) y en la última fecha ingresó de relevo en la pérdida 2-1 frente a Estados Unidos, donde anotó un gol en dicho encuentro. Su selección accedió a uno de los cupos directos al Mundial de la categoría.
El 8 de junio de 2007, el técnico Ureña designó al grupo de dieciocho futbolistas que le harían frente a los Juegos Panamericanos de Río, lista de la cual Marco fue tomado en cuenta. Debutó el 15 de julio como titular en el empate 1-1 frente a Ecuador, en el Centro Deportivo Miécimo da Silva. Tuvo participación en los otros duelos del grupo que culminaron en derrotas contra Brasil (0-2) y Honduras (1-2).
El 1 de agosto de 2007, el estratega Manuel Gerardo Ureña incluyó a Marco en el equipo definitivo para disputar la Copa Mundial Sub-17 en Corea del Sur. El 18 de agosto se dio el debut del cuadro costarricense en el máximo torneo de selecciones en el Complejo Deportivo de Suwon ante Togo. Ureña entró de cambio en el comienzo del segundo tiempo por Daniel Varela y el marcador terminó empatado 1-1. Para el juego contra Corea del Sur, el delantero repitió su rol de relevo y abrió la cuenta de anotaciones al minuto 85', ventaja que luego se ampliaría al cierre del partido para el primer triunfo por 0-2. Tras la pérdida 1-0 frente a Perú, su país se quedó con el segundo lugar del grupo A. El 30 de agosto sustituyó a Esteban Luna al minuto 53' en la derrota 2-0 por los octavos de final contra Argentina.
El 13 de septiembre de 2008, Marco Ureña fue incluido en la lista del entrenador Ronald González de la Selección Sub-20 de Costa Rica, para la disputa de la eliminatoria centroamericana con miras al Campeonato de la Concacaf que tomaría lugar al año siguiente. Fue partícipe de las dos victorias de su país en el Estadio Tiburcio Carías de Tegucigalpa frente a Nicaragua (4-0) —donde convirtió un gol al minuto 73'— y el anfitrión Honduras (1-2), resultados que le permitieron clasificarse de manera directa al certamen de la confederación.
El 3 de marzo de 2009, logró quedarse con un lugar en la convocatoria de González del grupo que enfrentó el Campeonato Sub-20 de la Concacaf celebrado en Trinidad y Tobago. Hizo su debut el 7 de marzo en el Marvin Lee Stadium contra el combinado de México, en el que apareció como titular y dio la asistencia del gol en la victoria ajustada por 0-1. De la misma manera, fue estelar en los dos partidos siguientes de la fase de grupos frente a los trinitarios (empate 0-0) y Canadá (triunfo 2-1) —partido en el que anotó al minuto 72' para el segundo tanto—. El 13 de marzo ingresó de cambio por Esteban Luna en el duelo semifinal ante Honduras, serie que se definió en penales para su selección. Dos días después, retornó al protagonismo en la alineación tras ser parte de la titularidad en la victoria cómoda por 3-0 contra Estados Unidos, proclamándose campeón de la categoría.
El 9 de septiembre de 2009, Ureña fue seleccionado en la nómina definitiva de veintiún futbolistas para la realización del Mundial Sub-20 llevado a cabo en territorio egipcio. Apareció como titular en dos de los tres partidos del grupo E frente a Brasil (derrota 5-0), Australia (triunfo 0-3) y República Checa (revés 2-3). Los costarricenses se clasificaron dentro de los mejores terceros. El 6 de octubre, en el Estadio Internacional de El Cairo donde se dio el duelo contra el anfitrión Egipto por los octavos de final, Ureña marcó el gol del resultado 0-2 a favor de su conjunto. Luego fue el anotador de la victoria por 1-2 en tiempo suplementario ante Emiratos Árabes Unidos y completó la totalidad de los minutos frente a los brasileños por las semifinales, juego que culminó en pérdida por 1-0. El 16 de octubre su nación selló el cuarto lugar del torneo tras la derrota en penales contra Hungría, encuentro en el que Ureña concretó un tanto en el empate 1-1.

#### Participaciones en inferiores
| Evento                             | Sede              | Resultado        | Posición | Partidos | Goles |
| ---------------------------------- | ----------------- | ---------------- | -------- | -------- | ----- |
| Torneo Sub-17 de Concacaf 2007     | Jamaica           | Clasificado      | 2.º B    | 4        | 1     |
| Juegos Panamericanos 2007          | Río de Janeiro    | Fase de grupos   | 11/12    | 3        | 0     |
| Copa Mundial Sub-17 de 2007        | Corea del Sur     | Octavos de final | 14/24    | 4        | 1     |
| Campeonato Sub-20 de Concacaf 2009 | Trinidad y Tobago | Campeón          | 1/8      | 5        | 1     |
| Copa Mundial Sub-20 de 2009        | Egipto            | Cuarto lugar     | 4/24     | 7        | 3     |

### Selección absoluta
El 11 de mayo de 2009, Ureña fue llamado por primera vez a la Selección de Costa Rica dirigida por Rodrigo Kenton para enfrentar un amistoso. Dos días después hizo su debut internacional frente a Venezuela, alcanzando la totalidad de los minutos en el empate de visita 1-1.
El 7 de enero de 2011, con Ricardo La Volpe en el puesto de estratega, fue incluido en la nómina que afrontó la Copa Centroamericana. Debutó el 14 de enero jugando los últimos trece minutos del empate 1-1 ante Honduras en el Estadio Rommel Fernández. Dos días después marcó sus primeros dos goles a los minutos 48' y 82' sobre Guatemala. El 21 de enero su selección superó a Panamá en penales por las semifinales y el 23 de enero se conformó con el subcampeonato tras caer en la final contra Honduras, marcando el gol del descuento al minuto 73'. Ureña se quedó con la distinción de máximo anotador del torneo con tres tantos.
El 20 de mayo de 2011, La Volpe convocó a Ureña para la realización de la Copa de Oro de la Concacaf, la cual tuvo lugar en Estados Unidos. El 5 de junio se estrenó en la competencia y convirtió dos goles frente a Cuba para el triunfo por 5-0. Completó el grupo con el empate 1-1 contra El Salvador y la derrota 4-1 ante México, anotando el único tanto de su escuadra. El conjunto costarricense quedó eliminado en penales por Honduras en la serie de cuartos de final.

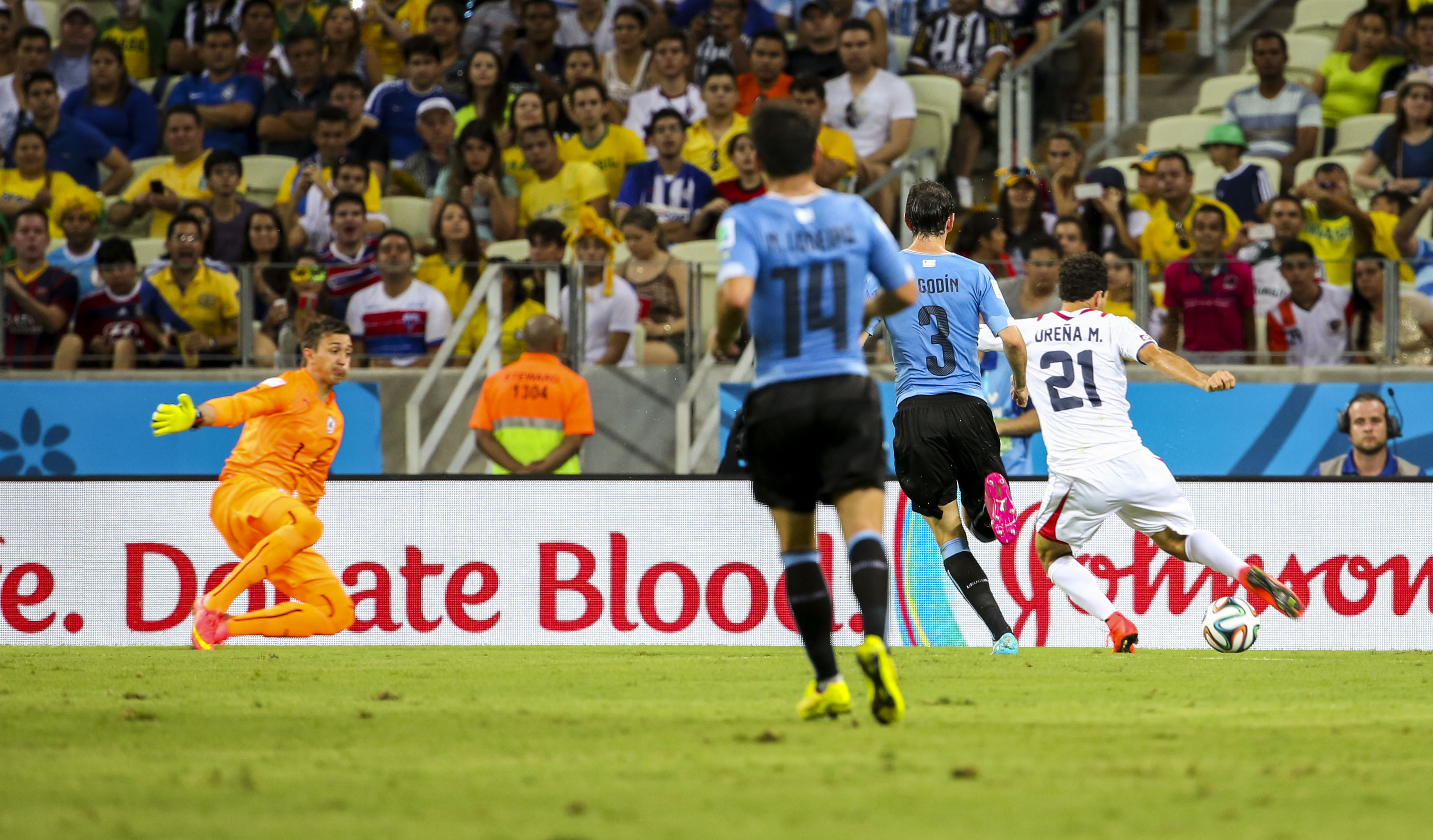
Ureña antes de anotar el gol a Uruguay en el Mundial 2014.

El 12 de mayo de 2014, el entrenador de la selección costarricense, Jorge Luis Pinto, incluyó a Ureña en la convocatoria preliminar con miras a la Copa Mundial de Brasil. Finalmente, fue confirmado en la nómina definitiva de veintitrés jugadores el 30 de mayo. El 14 de junio fue la primera fecha del certamen máximo, en la que su grupo enfrentó a Uruguay en el Estadio Castelão de Fortaleza. Marco entró de cambio al minuto 82' por Bryan Ruiz y pese a tener el marcador en contra, su nación logró revertir la situación y ganó con cifras de 1-3 con un gol de Ureña. El 20 de junio, en la Arena Pernambuco contra Italia, el delantero repetiría su posición de sustituto en la victoria ajustada 0-1. Para el compromiso de cuatro días después ante Inglaterra en el Estadio Mineirão, el resultado se consumió empatado sin goles. El 29 de junio, por los octavos de final contra Grecia, la serie se llevó a los penales para decidir al clasificado y su conjunto triunfó mediante las cifras de 5-3, donde Ureña permaneció en el banquillo. Su participación concluyó el 5 de julio, en la pérdida en penales contra Países Bajos después de haber igualado 0-0 en el tiempo regular.
El 25 de agosto de 2014, el director técnico Paulo Wanchope incluyó a Ureña en su nómina para desarrollar la Copa Centroamericana en Estados Unidos. El delantero fue titular y anotó contra Nicaragua. Asimismo alcanzó la totalidad de los minutos frente a Panamá. Marco solamente fue habilitado para enfrentar dos partidos y debió regresar a su club.
El 5 de noviembre de 2015, Ureña fue seleccionado por Óscar Ramírez para iniciar la eliminatoria de Concacaf hacia la Copa del Mundo. El 13 de noviembre se dio el primer partido de la cuadrangular frente a Haití, en el Estadio Nacional. Marco entró de cambio por Joel Campbell al minuto 73' y su escuadra ganó el compromiso por 1-0. Convirtió su primer gol en la segunda fecha contra Panamá.
El 2 de mayo de 2016, el director técnico Ramírez anunció la lista preliminar de 40 jugadores que podrían ser considerados para jugar la Copa América Centenario donde se incluyó a Marco. El 16 de mayo terminó siendo ratificado en la nómina que viajó a Estados Unidos, país organizador del evento. El 4 de junio se llevó a cabo el primer juego del torneo contra Paraguay en el Estadio Citrus Bowl de Orlando. Ureña completó la totalidad de los minutos en el empate sin goles. Tres días después, fue nuevamente titular en la derrota por 4-0 ante Estados Unidos, pero salió de cambio al minuto 18' debido a una lesión que posteriormente le impidió continuar en la competición.
El jugador fue incluido, el 16 de junio de 2017, en la nómina para la realización de la Copa de Oro de la Concacaf que tuvo lugar en Estados Unidos. El 7 de julio se disputó el primer encuentro del certamen en el Red Bull Arena de Nueva Jersey, lugar donde se efectuó el clásico centroamericano contra Honduras. Marco Ureña completó 82 minutos de acción y, por otra parte, su compañero Rodney Wallace le brindó una asistencia al minuto 38' para que concretara el único gol de su nación para la victoria ajustada de 0-1. Cuatro días posteriores se dio el segundo cotejo ante Canadá en el BBVA Compass Stadium, escenario en el cual prevaleció la igualdad a un tanto. El 14 de julio entró de cambio en el último compromiso por el grupo frente a Guayana Francesa en el Estadio Toyota de Frisco, Texas. El conjunto de Costa Rica se impuso 3-0 para asegurar un lugar a la siguiente ronda como líder de la tabla con siete puntos. Su selección abrió la jornada de los cuartos de final el 19 de julio en el Lincoln Financial Field de Philadelphia, Pensilvania, contra Panamá. Un testarazo del rival Aníbal Godoy mediante un centro de David Guzmán, al minuto 76', provocó la anotación en propia puerta de los panameños, lo que favoreció a su combinado en la clasificación a la otra instancia por el marcador de 1-0. La participación de su escuadra concluyó el 22 de julio en el AT&T Stadium, con la única pérdida en semifinales de 0-2 ante Estados Unidos.
Para las últimas jornadas de la hexagonal eliminatoria, Ureña fue clave en su selección tras concretar un doblete que valió la victoria 0-2 sobre Estados Unidos y un gol para rescatar el empate 1-1 contra México. El 7 de octubre de 2017, participó en el compromiso donde su escuadra selló la clasificación al Mundial de Rusia luego de la igualdad 1-1 ante Honduras en el último minuto.
El 14 de mayo de 2018, entró en la lista oficial de veintitrés futbolistas para disputar la Copa Mundial. El 17 de junio debuta en la competencia como titular por 66 minutos en el juego inaugural contra Serbia en el Cosmos Arena de Samara (derrota 0-1). El 22 de junio repitió su rol de estelar en el duelo frente a Brasil, cotejo que finalizó con una nueva pérdida siendo con cifras de 2-0. Su país se quedaría sin posibilidades de avanzar a la siguiente ronda de manera prematura. El 27 de junio, ya en el partido de trámite enfrentando a Suiza en el Estadio de Nizhni Nóvgorod, el marcador reflejó la igualdad a dos anotaciones para despedirse del certamen.

#### Participaciones internacionales
| Evento                          | Sede           | Resultado        | Posición | Partidos | Goles |
| ------------------------------- | -------------- | ---------------- | -------- | -------- | ----- |
| Copa Centroamericana 2011       | Panamá         | Subcampeón       | 2/7      | 4        | 3     |
| Copa de Oro de la Concacaf 2011 | Estados Unidos | Cuartos de final | 6/12     | 4        | 3     |
| Copa Mundial de 2014            | Brasil         | Cuartos de final | 8/32     | 4        | 1     |
| Copa Centroamericana 2014       | Estados Unidos | Campeón          | 1/7      | 2        | 1     |
| Copa América Centenario         | Estados Unidos | Fase de grupos   | 10/16    | 2        | 0     |
| Copa de Oro de la Concacaf 2017 | Estados Unidos | Semifinales      | 4/12     | 5        | 1     |
| Copa Mundial de 2018            | Rusia          | Fase de grupos   | 28/32    | 2        | 0     |

#### Participaciones en eliminatorias
| Eliminatoria               | Sede  | Resultado   | Posición | Partidos | Goles |
| -------------------------- | ----- | ----------- | -------- | -------- | ----- |
| Clasificación Mundial 2018 | Rusia | Clasificado | 2.ª      | 14       | 4     |

## Estadísticas

### Clubes
Actualizado al último partido jugado el 15 de mayo de 2022.
| L. D. Alajuelense Costa Rica |               |               |     |    |    |   |    |    |     |    |
| 1.ª | 2006-07       | 2             | 0   | —  | —  | — | —  | 2  | 0   |    |
| 1.ª | 2007-08       | 10            | 1   | —  | —  | — | —  | 10 | 1   |    |
| 1.ª | 2008-09       | 15            | 1   | —  | —  | — | —  | 15 | 1   |    |
| 1.ª | 2009-10       | 25            | 5   | —  | —  | — | —  | 25 | 5   |    |
| 1.ª | 2010-11       | 21            | 4   | —  | —  | — | —  | 21 | 4   |    |
| Total club | Total club    | 63            | 11  | —  | —  | — | —  | 63 | 11  |    |
| F. C. Kuban Krasnodar Rusia |               |               |     |    |    |   |    |    |     |    |
| 1.ª | 2011-12       | 20            | 0   | 1  | 0  | — | —  | 21 | 0   |    |
| 1.ª | 2012-13       | 6             | 0   | 1  | 0  | — | —  | 7  | 0   |    |
| 1.ª | 2013-14       | 5             | 0   | 1  | 0  | 2 | 0  | 8  | 0   |    |
| Total club | Total club    | 31            | 0   | 3  | 0  | 2 | 0  | 36 | 0   |    |
| F. C. Midtjylland Dinamarca |               |               |     |    |    |   |    |    |     |    |
| 1.ª | 2014-15       | 21            | 3   | 1  | 1  | — | —  | 22 | 4   |    |
| 1.ª | 2015-16       | 8             | 2   | 1  | 0  | 7 | 0  | 16 | 2   |    |
| Total club | Total club    | 29            | 5   | 2  | 1  | 7 | 0  | 38 | 6   |    |
| Brøndby I. F. Dinamarca |               |               |     |    |    |   |    |    |     |    |
| 1.ª | 2016          | 13            | 0   | 1  | 0  | 2 | 0  | 16 | 0   |    |
| Total club | Total club    | 13            | 0   | 1  | 0  | 2 | 0  | 16 | 0   |    |
| San Jose Earthquakes Estados Unidos |               |               |     |    |    |   |    |    |     |    |
| 1.ª | 2017          | 26            | 5   | 0  | 0  | — | —  | 26 | 5   |    |
| Total club | Total club    | 26            | 5   | 0  | 0  | — | —  | 26 | 5   |    |
| Los Angeles F. C. Estados Unidos |               |               |     |    |    |   |    |    |     |    |
| 1.ª | 2018          | 18            | 1   | 1  | 1  | — | —  | 19 | 2   |    |
| Total club | Total club    | 18            | 1   | 1  | 1  | — | —  | 19 | 2   |    |
| L. D. Alajuelense Costa Rica |               |               |     |    |    |   |    |    |     |    |
| 1.ª | 2019          | 9             | 0   | —  | —  | — | —  | 9  | 0   |    |
| 1.ª | 2019-20       | 32            | 12  | —  | —  | — | —  | 32 | 12  |    |
| Total club | Total club    | 41            | 12  | —  | —  | — | —  | 41 | 12  |    |
| Gwangju F. C. Corea del Sur |               |               |     |    |    |   |    |    |     |    |
| 1.ª | 2020          | 8             | 0   | 2  | 0  | — | —  | 10 | 0   |    |
| Total club | Total club    | 8             | 0   | 2  | 0  | — | —  | 10 | 0   |    |
| Central Coast Mariners F. C. Australia |               |               |     |    |    |   |    |    |     |    |
| 1.ª | 2020-21       | 22            | 5   | —  | —  | — | —  | 22 | 5   |    |
| 1.ª | 2021-22       | 26            | 7   | 4  | 1  | — | —  | 30 | 8   |    |
| Total club | Total club    | 48            | 12  | 4  | 1  | — | —  | 52 | 13  |    |
| Total carrera | Total carrera | Total carrera | 277 | 46 | 13 | 3 | 11 | 0  | 301 | 49 |
| (1) Incluye datos de la Copa de Rusia (2011-13) / Copa de Dinamarca (2014-16) / U. S. Open Cup (2017-18) / Korean FA Cup (2020). (2) Incluye datos de la Liga Europa de la UEFA (2013-16) / Liga de Campeones de la UEFA (2015). (3) No incluye goles en partidos amistosos. |               |               |     |    |    |   |    |    |     |    |

### Selección
Actualizado al último partido jugado el 1 de febrero de 2020.
| Costa Rica |                 |    |   |    |   |   |   |    |    |    |    |
| 2009 | —               | —  | — | —  | — | — | 1 | 0  | 1  | 0  |    |
| 2010 | —               | —  | — | —  | — | — | 5 | 0  | 5  | 0  |    |
| 2011 | 8               | 6  | — | —  | — | — | 5 | 1  | 13 | 7  |    |
| 2014 | 2               | 1  | — | —  | 4 | 1 | 5 | 0  | 11 | 2  |    |
| 2015 | —               | —  | 2 | 1  | — | — | 6 | 0  | 8  | 1  |    |
| 2016 | 2               | 0  | 4 | 0  | — | — | 1 | 0  | 7  | 0  |    |
| 2017 | 5               | 1  | 8 | 3  | — | — | 2 | 0  | 15 | 4  |    |
| 2018 | —               | —  | — | —  | 2 | 0 | 4 | 1  | 6  | 1  |    |
| 2020 | —               | —  | — | —  | — | — | 1 | 0  | 1  | 0  |    |
| Total selección | Total selección | 17 | 8 | 14 | 4 | 6 | 1 | 30 | 2  | 67 | 15 |
| (1) Incluye datos de la Copa Centroamericana (2011-14) / Copa Oro de la Concacaf (2011-17) / Copa América (2016). (2) Incluye datos de la Eliminatoria de Concacaf para la Copa Mundial (2015-17). (3) Incluye datos de la Copa Mundial (2014-18). |                 |    |   |    |   |   |   |    |    |    |    |

#### Goles internacionales
| Núm. | Fecha                   | Lugar                                                  | Rival          | Gol | Resultado | Competición                     |
| ---- | ----------------------- | ------------------------------------------------------ | -------------- | --- | --------- | ------------------------------- |
| 1    | 16 de enero de 2011     | Estadio Rommel Fernández, Panamá, Panamá               | Guatemala      | 0-1 | 0-2       | Copa Centroamericana 2011       |
| 2    | 16 de enero de 2011     | Estadio Rommel Fernández, Panamá, Panamá               | Guatemala      | 0-2 | 0-2       | Copa Centroamericana 2011       |
| 3    | 23 de enero de 2011     | Estadio Rommel Fernández, Panamá, Panamá               | Honduras       | 2-1 | 2-1       | Copa Centroamericana 2011       |
| 4    | 9 de febrero de 2011    | Estadio José Anzoátegui, Anzoátegui, Venezuela         | Venezuela      | 1-2 | 2-2       | Amistoso                        |
| 5    | 5 de junio de 2011      | Cowboys Stadium, Texas, Estados Unidos                 | Cuba           | 1-0 | 5-0       | Copa de Oro de la Concacaf 2011 |
| 6    | 5 de junio de 2011      | Cowboys Stadium, Texas, Estados Unidos                 | Cuba           | 3-0 | 5-0       | Copa de Oro de la Concacaf 2011 |
| 7    | 12 de junio de 2011     | Soldier Field, Illinois, Estados Unidos                | México         | 4-1 | 4-1       | Copa de Oro de la Concacaf 2011 |
| 8    | 14 de junio de 2014     | Estadio Castelão, Fortaleza, Brasil                    | Uruguay        | 1-3 | 1-3       | Mundial de 2014                 |
| 9    | 3 de septiembre de 2014 | RFK Memorial Stadium, Washington D. C., Estados Unidos | Nicaragua      | 2-0 | 3-0       | Copa Centroamericana 2014       |
| 10   | 17 de noviembre de 2015 | Estadio Rommel Fernández, Panamá, Panamá               | Panamá         | 0-2 | 1-2       | Eliminatoria al Mundial 2018    |
| 11   | 7 de julio de 2017      | Red Bull Arena, Nueva Jersey, Estados Unidos           | Honduras       | 0-1 | 0-1       | Copa de Oro de la Concacaf 2017 |
| 12   | 1 de septiembre de 2017 | Red Bull Arena, Nueva Jersey, Estados Unidos           | Estados Unidos | 0-1 | 0-2       | Eliminatoria al Mundial 2018    |
| 13   | 1 de septiembre de 2017 | Red Bull Arena, Nueva Jersey, Estados Unidos           | Estados Unidos | 0-2 | 0-2       | Eliminatoria al Mundial 2018    |
| 14   | 5 de septiembre de 2017 | Estadio Nacional, San José, Costa Rica                 | México         | 1-1 | 1-1       | Eliminatoria al Mundial 2018    |
| 15   | 23 de marzo de 2018     | Hampden Park, Glasgow, Escocia                         | Escocia        | 0-1 | 0-1       | Amistoso                        |

## Palmarés

### Títulos nacionales
| Título                         | Club              | País       | Año  |
| ------------------------------ | ----------------- | ---------- | ---- |
| Primera División de Costa Rica | L. D. Alajuelense | Costa Rica | 2010 |
| Superliga de Dinamarca         | F. C. Midtjylland | Dinamarca  | 2015 |
| Torneo de Copa de Costa Rica   | C. S. Cartaginés  | Costa Rica | 2022 |

### Títulos internacionales
| Título                           | Equipo            | Sede              | Año  |
| -------------------------------- | ----------------- | ----------------- | ---- |
| Campeonato Sub-20 de la Concacaf | Costa Rica Sub-20 | Trinidad y Tobago | 2009 |
| Copa Centroamericana             | Costa Rica        | Estados Unidos    | 2014 |

### Distinciones individuales
| Distinción                               | Año  |
| ---------------------------------------- | ---- |
| Goleador de la Copa Centroamericana 2011 | 2011 |